# Rubén Navarro
Rubén Navarro Méndez (Sallent, 6 juni 1978) is een Spaans voormalig voetballer die als aanvaller speelde.

## Clubvoetbal
Navarro begon bij CE Sallent en speelde in verschillende jeugdelftallen van Valencia CF. Op 15 juni 1997 speelde hij tegen Real Oviedo zijn eerste wedstrijd voor het eerste elftal van de club in de Primera División. Met Valencia CF won de aanvaller in 1999 de Copa del Rey. Navarro kon bij Los Chés echter nooit doorbreken en hij vertrok in 1999. De Catalaan speelde vervolgens bij CD Numancia (1999-2001), Deportivo Alavés (2001-2007), Hércules CF (2007-2009), Gimnàstic de Tarragona (2009-2011) en CD Leganés (2011-2013).

## Nationaal elftal
Navarro speelde nog nooit voor het Spaans nationaal elftal. Wel speelde de aanvaller tweemaal in het Catalaans elftal, in 2000 tegen Litouwen en in 2001 tegen Chili.